# Bisdom Lindi
Het bisdom Lindi (Latijn: Dioecesis Lindiensis) is een rooms-katholiek bisdom met als zetel Lindi in Tanzania. Het is een suffragaan bisdom van het aartsbisdom Songea. Het bisdom werd in 1963 opgericht als het bisdom Nachingwea en de eerste bisschop was de Amerikaanse missionaris Arnold Ralph Cotey. In 1986 kreeg het zijn huidige naam. 
In 2019 telde het bisdom 29 parochies. Het bisdom heeft een oppervlakte van 67.000 km². Het telde in 2019 820.000 inwoners waarvan 16,5% rooms-katholiek was. 

## Bisschoppen
- Arnold Ralph Cotey, S.D.S. (1963-1983)
- Polycarp Pengo (1983-1986)
- Maurus Libaba (1986-1988)
- Bruno Pius Ngonyani (1990-)

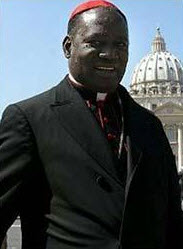
Polycarp Pengo